# Norma Plá
Norma Beatriz Guimil de Plá (Buenos Aires, Argentina, 7 de setembre de 1932 - Barri San José, Temperley, Argentina, 18 de juny de 1996) va ser una activa militant argentina que reclamava l'augment de les pensions dels jubilats, arribant a encapçalar diverses marxes pels drets dels ancians a l'Argentina. El 1991 el seu moviment de jubilats va iniciar la pràctica de tallar tots els dimecres l'estratègica Avinguda Rivadavia de Buenos Aires, davant del Congrés de la Nació, convertint-se en el primer en la història argentina a tallar carrers sistemàticament com a forma de protesta, anticipant el moviment piquetero.

## Biografia
Nascuda a l'Argentina, casada, amb quatre fills, va viure en una casa modesta des de la seva joventut fins a la seva mort l'any 1996.
Ja jubilada (retirada), va començar a adquirir notorietat a principis dels anys 1990, per la seva manera de reclamar al govern del president Carlos Menem i al propi ministre d'economia Domingo Cavallo un haver mínim de 450 pesos per la classe passiva. També reclamava que el PAMI, l'obra social dels jubilats, sigui dirigida pels seus propis beneficiaris. Se li va atorgar l'apel·latiu de "Banderera dels jubilats", i va ser recordada com la dona que va fer plorar al ja esmentat Cavallo i a Carlos Ruckauf.

Plá, que va participar de forma ininterrompuda a les primeres cent marxes que els jubilats i pensionats van protagonitzar cada dimecres durant cinc anys, va fer plorar Cavallo al Congrés Nacional quan li va recordar que ell també tenia pares jubilats que patien per l'escassa remuneració que percebien. Va tenir inconvenients amb el Concejo Deliberante, el Banco Hipotecario Nacional, la DGI, etc., arribant a acumular diversos judicis.
| «                  | "Yo gano 150 pesos, me arreglo porque me ayudan mis hijos, pero hay otros que están todavía peor que yo. Pedimos 450 pesos de jubilación, ¿Es mucho? Si el ministro Cavallo dice que 10 mil no le alcanzan ¿Que no hay plata? No habrá para nosotros, pero sí para aviones o canchas de tenis en Olivos. Yo aporté toda mi vida, quiero que me devuelvan ese dinero." | » |
| — Norma Plá, 1992. | |   |

La seva figura és recordada com un dels personatges més importants de la dècada de 1990. Va comandar al grup de jubilats de Plaza Lavalle. Va enfrontar-se amb policies i polítics, als quals va llançar en algunes ocasionis productes alimentaris (ous, farina, xoriços) i els va insultar, per reclamar la situació que ella i altres vivien econòmicament. Va dialogar amb diferents dirigents partidaris i va arribar a amenaçar amb suïcidar-se si no era escoltada a la Casa de Govern.
Va dormir durant més de 100 dies a la Plaza Lavalle, va ser arrestada temporalment en diferents cel·les policials pels seus reclams freqüents i baralles amb la policia. Fins i tot va enviar una corona fúnebre al domicili de Domingo Cavallo. Va organitzar esmorzars en insòlits llocs de la ciutat de Buenos Aires, coneguts com a "choriceadas". Tenia més de vint processos judicials, va patir diversos desmais, va realitzar vagues de gana i convocatòries populars, i fins i tot va amenaçar el Ministre d'Economia de l'època amb instal·lar-se amb una carpa davant del seu habitatge. Se solidaritzava amb altres causes, com ara els acomiadaments dels empleats del Ferrocarril Roca i es va manifestar amb un grup de jubilats enfront de la Casa de la província de Jujuy.
Va morir de càncer de mama als 63 anys el 18 de juny de 1996 a les 19.30 a la seva casa de la localitat de Temperley després d'abandonar la clínica Paso on tractava la seva malaltia terminal una setmana abans. Segons la seva última petició, les seves cendres van ser llançades a la Plaça Lavalle.

## Esments en la cultura popular
És esmentada en les dues primeres estrofes de la cançó de rock «Señor Cobranza» de la banda Las Manos de Filippi:
| «                    | :Voy a la cocina, luego al comedor, miro las revista y el televisor. Me muevo para aquí, me muevo para allá, Norma Plá a Cavallo lo tiene que matar. ¿Qué me viene con chorizos?, Pero ella va a llegar. Que cocine a la madre de Cavallo y al papá, o los hijos, si es que tiene. | » |
| — Frag. Sr. Cobranza | |   |

És esmentada també en la cançó de Damas Gratis "100 % industria argentina":
| «                                | :Ay, ay, ay, que risa que me da. Tu casa van a quemar, mataste hasta Norma Plá, vendiste a la Argentina sos capaz de vender a tu mamá. | » |
| — Frag. 100% industria argentina | |   |

La banda argentina de reggae Resistencia Suburbana l'esmenta en la seva cançó Represión brava:
| «                       | :Nuestros ancianos resistirán aunque repriman, resistirán. Y no están solos, aún los guía la hidalguía de Norma Plá, que desde el cielo muy fuerte grita si no hay justicia nunca habrá paz. | » |
| — Frag. Represión Brava | |   |

La lluita de Norma Plá és referida sense esmentar-la explícitament en la cançó "Mi vieja", composta per Eduardo Frigerio i Sebastián Borenztein, i cèlebre per la interpretació realitzada per Pappo.
| «                | :Mi vieja va a la plaza con pancartas con las pancartas que yo mismo le armé ella protesta porque ya esta harta (de que le afanen una y otra vez) de que le afanen una vez por mes. En una de las manifestaciones vino la cana i se la quiso llevar por reclamar lo que le corresponde (Se vuelve loco ¡los quiere matar!) me vuelvo loco y ¡los quiero matar! | » |
| — Frag. Mi vieja | |   |